# Bryan Hunt

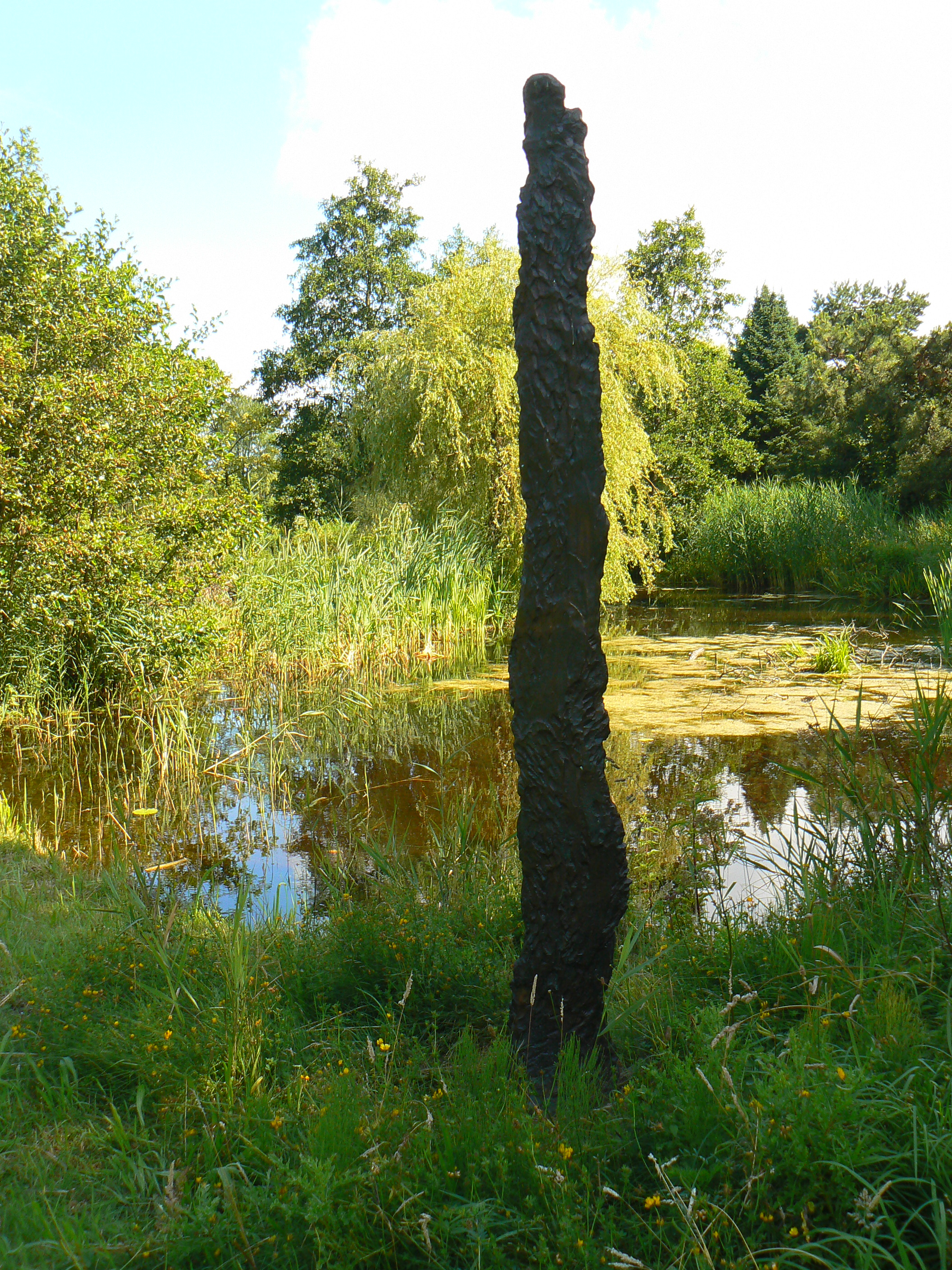
First Falls II (1978), in het Siegerpark te Amsterdam

Bryan Hunt (Terre Haute, Indiana, 1947) is een Amerikaans beeldhouwer
Van 1977 tot 1994 maakte Hunt sculpturen die hij watervallen noemde.
In 1978 deed hij mee in de groepstentoonstelling Young American Artists in het Guggenheim Museum in New York.
In 1980 deed hij mee aan de Amerikaanse inzending voor de Biënnale van Venetië.